# Колесса, Николай Филаретович
Никола́й Филаре́тович Коле́сса (укр.  Микола Філаретович Колесса; 6 декабря 1903 — 8 июня 2006) — советский, украинский композитор, симфонический, оперный и хоровой дирижёр, педагог, общественный деятель. Лауреат Государственной премии Украинской ССР им. Т. Г. Шевченко (1983). Народный артист СССР (1991). Герой Украины (2002).

## Биография
Родился 6 декабря 1903 года (по другим источникам — в 1904 году) в Самборе (ныне во Львовской области Украины).
Музыкальное образование получил во Львове в Высшем музыкальном институте им. Н. Лысенко (ныне — Львовская национальная музыкальная академия имени Николая Лысенко) (1913—1914 и 1917—1924). В период Первой мировой войны (1914—1917) жил в Вене (Австрия), где учился в гимназии и брал частные уроки игры на фортепиано. Позже учился в частной школе итальянской пианистки Мариэтты де Джелли.
В 1922—1923 годах учился на медицинском факультете Ягеллонского университета (Краков).
В 1924 году поступил в Пражский университет на факультет философии и славистики, где слушал лекции по музыковедению у З. Неедлы (1924—1928), а также записался вольным слушателем в Украинский высокий педагогический институт им. М. Драгоманова на музыкальный факультет, где изучал гармонию у Фёдора Якименко и дирижирование у Платониды Щуровской-Росиневич (1924—1925).
В 1925 году поступил на ІІ курс отделения композиции и дирижирования Пражской консерватории (класс композиции Отакара Шина и дирижирования Отакара Острчила и Павела Дедечека), которую окончил в 1928 году. В 1928—1931 годах совершенствовался по композиции у В. Новака в Пражской школе высшего мастерства.
Вернувшись во Львов, с 1931 года преподавал в Высшем музыкальном институте им. Н. Лысенко. После вхождения Галиции в состав СССР с 1940 года — преподаватель Львовской консерватории им. Н. Лысенко (с 1940 — доцент, с 1957 — профессор, в 1953—1965 годах — ректор, в 1965—1974 — заведующий, с 1974 — профессор-консультант кафедры дирижирования). Среди учеников — З.-Б. Анткив, В. Василевич, Е. Вахняк, І.-Я. Гамкало, Р. Дороживский, Ю. Луцив, Т. Микитка, Я. Скибинский, С. Турчак, И. Юзюк.
В 1939—1941 и 1944—1953 годах — сооснователь и дирижёр симфонического оркестра Львовской филармонии, одновременно в 1944—1947 годах — дирижёр Львовского театра оперы и балета (ныне — имени С. А. Крушельницкой), в 1946—1948 годах — художественный руководитель и главный дирижёр хоровой капеллы «Трембита» (Львов).
Во время войны, в 1942—1944 годах преподавал в музыкальной школе.
Руководил хорами: Львовским и Стрыйским «Боянами» (1931—1939), «Бандуристом» (1943—1944), «Украинским студио-хором» (оба — Львов), «Думкою» в Станиславе (ныне Ивано-Франковск) (1941—1942).
Гастролировал по городам СССР.
Автор симфонических, хоровых, камерных сочинений, большинство из которых основаны на национальном мелодическом материале.
В 1960-90-х годах его сочинения исполнялись в Германии, Польше, США, Канаде. В 1994 и 1996 годах прошли авторские концерти в США и Канаде.
Осуществил ряд записей на грампластинки и компакт-диск.
С 1940 года — член Союза композиторов Украины. В 1983—1988 годах — председатель правления его Львовского отделения.
С юных лет принадлежал к Пласту, брал активное участие в его деятельности. Награждён одним из наивысших пластовых орденов — «Вечного Огня в Золоте».
Действительный член (академик) Академии искусств Украины (1997).
Умер на 103-ом году жизни 8 июня 2006 года во Львове. Похоронен на Лычаковском кладбище.

### Семья
Отец — Филарет Колесса (1871—1947), музыковед-фольклорист, композитор, этнограф, литературовед, филолог, академик Академии наук Украинской ССР (1929).
Жена Надежда. Дочери Ксения, Харитина и Соломия.

## Награды и звания
- Герой Украины с вручением ордена Державы (2002) — за выдающиеся личные заслуги перед Украинским государством в развитии музыкального искусства, многолетнюю плодотворную композиторскую, дирижёрскую и педагогическую деятельность[5]
- Заслуженный деятель искусств Украинской ССР (1951)
- Народный артист Украинской ССР (1972)
- Народный артист СССР (1991)
- Государственная премия Украинской ССР им. Т. Шевченко (1983) — за хоровую сюиту «Лемкивская свадьба», сборник обработки украинских народных песен
- Орден Ленина (1961)
- Орден Дружбы народов (1981)
- Орден «Знак Почёта» (1948)
- Почётный знак отличия Президента Украины (1993)
- Орден «За заслуги» III степени (1998) — за весомый личный вклад в становление украинской государственности, заслуги в социально-экономическом, научно-техническом и культурном развитии Украины и по случаю 7-й годовщины независимости Украины[6]
- Орден «За заслуги» I степени (2000) — за весомые достижения в области искусства и культуры, высокий профессионализм[7]
- Орден князя Ярослава Мудрого V степени (2003) — за выдающийся личный вклад в развитие украинского музыкального искусства, многолетнюю плодотворную творческую деятельность и в связи со 100-летием со дня рождения[8]
- Медаль «За трудовое отличие» (1960) — за выдающиеся заслуги в развитии советской литературы и искусства и в связи с декадой украинской литературы и искусства в гор. Москве[9]
- Медаль «За доблестный труд в Великой Отечественной войне 1941—1945 гг.»
- Номинант акции «Галицкий рыцарь» (2003)
- Почётный гражданин Львова (1993)[10].

## Творчество
Для симфонического оркестра:
- Симфонии № 1 (1950) и № 2 (1966)
- «Украинская сюита» (1928), «Вариации» (1931)

Для фортепиано:
- фортепианный квартет (1930)
- 3 сюити — «Дрибнички» (1928), «Пассакалия. Скерцо. Фуга» (1929), «Картинки Гуцульщини» (1934)
- Сонатина (1939), Фантастический прелюд (1938), 3 коломыйки (1959), 4 прелюдии (1938–1981), 3 пьеси для детей (1959), Осенний прелюд (1969), Гуцульский прелюд (1975), «О Довбуше»

Для органа:
- «Прелюдия и фуга» (1977)

Для хора:
- «Радостный день» (сл. А. Анатольского, 1945), «Славно наше знамя» (сл. М. Рыльского, 1948), триптих «Песня про гуцулку Олену и партизан Ковпака» (сл. Т. Масенко, 1949), «Засветило солнце свободы» (1951), «Ой зелена Буковина» (сл. П. Голубничего, 1953)
- хоры на слова Т. Шевченка, С. Руданского, П. Тычины, М. Рыльского, Л. Костенко, Р. Братуня и др.

Другие сочинения:
- сюита для струнного оркестра «В горах» (1935)
- песни, романсы, в том числе циклы «В краю цветущей вишни» (1971, сл. И. Такубоку) и «Детские сны» (1978, сл. народные)
- обработки лемков (в том числе вокально-инструментальный цикл «Лемковская свадьба», для хора и струнного квартета, 1937; 2-я ред. 1967), волынские, полесские, гуцульские народные песни, а также белорусские, чешские, словацкие и венгерские
- музыка к спектаклям и конофильмам.

### Фильмография
- 1956 —	Иван Франко (совм. с Б. Н. Лятошинским)

### Научно-методические работы
- «Основы техники дирижирования» (Киев, 1960; 1973; на рус. яз. — Киев, 1981).
- «Дирижирование» (Л., 1938)
- «Страницы истории украинско-чесских музыкальных связей» (Л., 1971. Вып. 5)
- «Обучение студента-дирижёра в классе по специальности» (Киев, 1972)
- «Обработки украинских народных песен» (Киев, 1978)
- «Дифференцированные жесты в дирижировании» (Методическая разработка) (Киев, 1980).

## Память
- Имя композитора носит Львовская музыкальная школа № 2.
- В 2013 году на могиле Н. Колессы установлен памятник (скульптор С. Литвиненко, архитектор М. Рыбинчук).